# Láhevník
Láhevník (Annona) je rod nižších dvouděložných rostlin z čeledi láhevníkovitých (Annonaceae). Jsou to tropické dřeviny, pocházející zejména z tropické Ameriky. Některé druhy poskytují ovoce.

## Charakteristika
Rozsáhlý rod převážně tropických stromů a keřů. Květy jsou jednotlivé nebo v máločetných květenstvích, výrazné, oboupohlavné, se 3 volnými nebo srostlými kališními lístky a 3 nebo 6 korunními lístky srostlými na bázi nebo volnými. Tyčinek a pestíčků je velký počet. Plodolisty s 1 vajíčkem. Dužnaté jednosemenné měchýřky srůstají v průběhu vývinu v dužnaté souplodí. Semena jsou plochá, vejcovitá, hnědá nebo černá.
Rod láhevník (Annona) zahrnuje 100 až 150 druhů, což jej činí po rodu Guatteria druhým nejpočetnějším rodem čeledi láhevníkovitých. Většina druhů pochází z Nového světa. Několik málo se jich vyskytuje také v Africe. Český název je pravděpodobně odvozený od tvaru plodů, latinský má svůj původ ve výrazu annon, který používali původní obyvatelé Antil Taínové.
Většina láhevníků poskytuje jedlé ovoce a řada z nich je významná ať už z ovocnářského, medicínského nebo farmakologického hlediska.

## Užitkové druhy

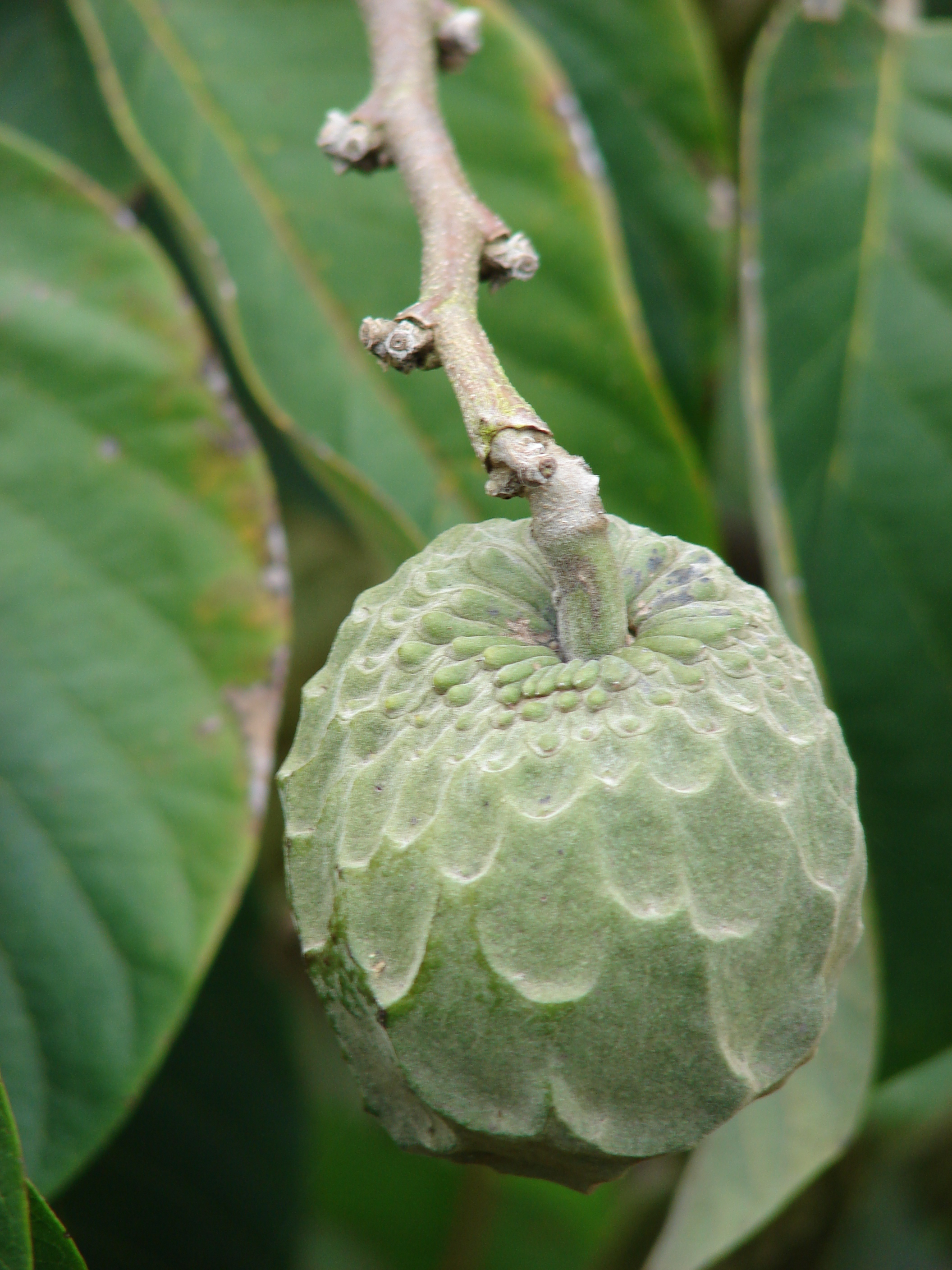
Annona cherimola

- Annona cherimola – čerimoja – druh pochází z And od Kolumbie po Bolívii z nadmořské výšky 1000–2000m n. m. Na rozdíl od ostatních druhů snáší poměrně chladné klima a lze jej pěstovat i ve Středomoří. Chutné plody se sklízejí nezralé a před konzumací se musí nechat změknout. Semena jsou jedovatá, obsahují alkaloidy a slouží k výrobě insekticidů. Pražená působí jako silné dávidlo a projímadlo. Ve Střední Americe se rozemletá semena používají proti vším a jiným parazitům.
- Annona montana – anona horská – až 18 cm dlouhé plody s hrubě šupinovitým povrchem se používají především k přípravě osvěžujících nápojů. Pochází z karibské oblasti. V tropické Americe je to široce rozšířený a pěstovaný druh, zřídka se pěstuje i v Asii a Africe.
- Annona muricata – anona ostnitá, guanabana – druh pěstovaný pro ovoce v nížinných oblastech tropů celého světa, pochází pravděpodobně z Antil. Plod je nepravidelného tvaru, až 35 cm dlouhý a až 6 kg těžký. Pokožka plodu je rozdělena do kosočtverečných políček s ostnem uprostřed. Zralá dužnina je bílá, vláknitě kašovitá, sladká nebo sladkokyselá. Vzhledem k vláknitosti dužniny se plody používají především k výrobě nápojů. V Asii se nezralé plody připravují jako zelenina. Z listů, semen, kůry a kořenů se připravují insekticidy. Z listů se připravuje uklidňující čaj, který vyvolává pocení a snižuje horečku. Druh pochází z Karibiku a severních oblastí Jižní Ameriky. Daří se mu v horkém tropickém podnebí, kde plodí celý rok.

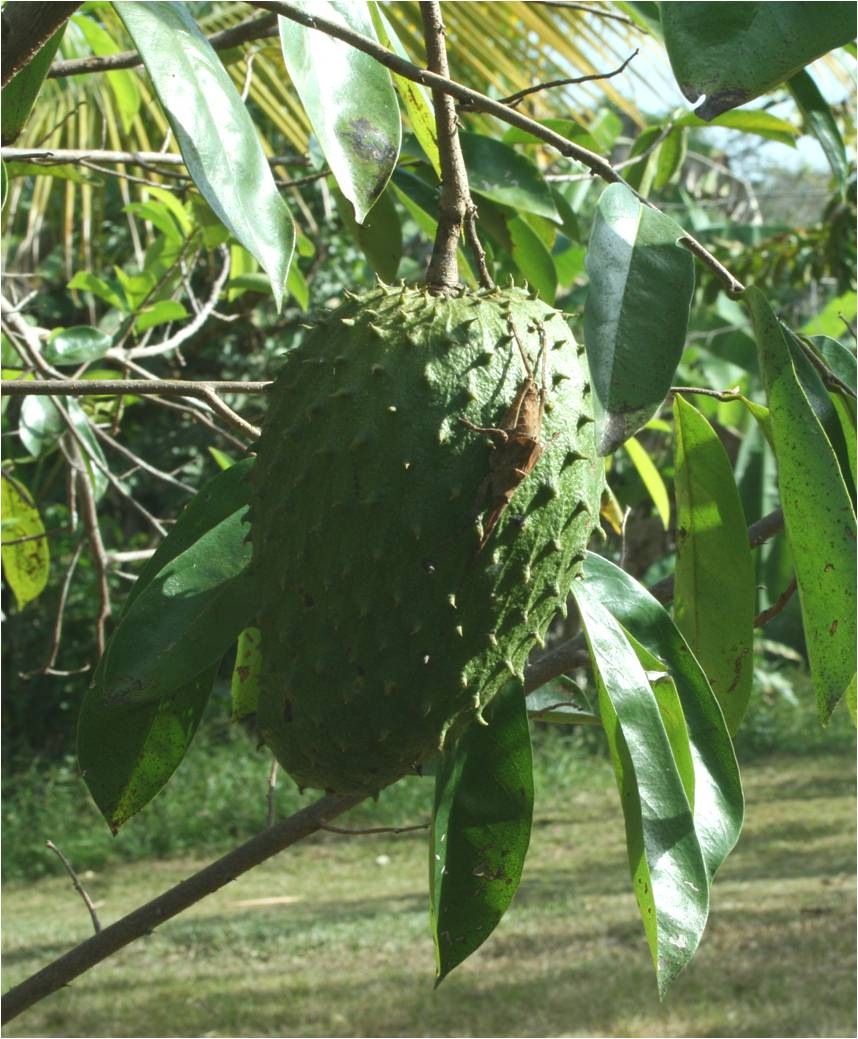
Annona muricata

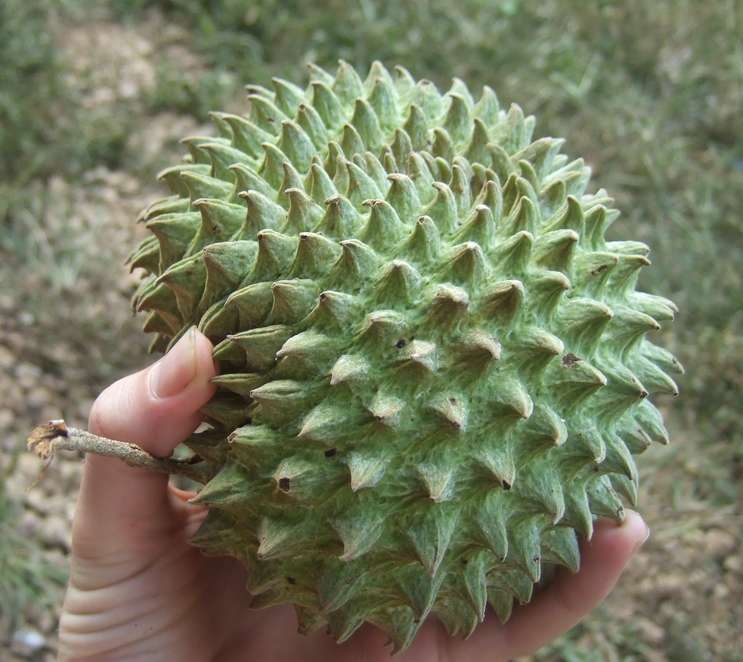
Annona purpurea

- Annona purpurea – sonkaja – plody jsou vejčité až kulovité a až 20 cm dlouhé. Povrch chlupatý, červenohnědý a hustě pokrytý kuželovitými trny. Dužnina je za zralosti oranžová, šťavnatě vláknitá, měkká a chutí připomíná mango. Semena jsou jedovatá. Pochází z jižního Mexika a Střední Ameriky. Mimo areál přirozeného výskytu se pěstuje např. na Filipínách.
- Annona reticulata – anona síťkovaná – plody jsou kulovité s téměř hladkým povrchem a tlustou slupkou. Ke konzumaci jsou vhodné až když na povrchu získají nevzhlednou hnědou barvu. Zralá dužnina je bílá, moučnatá a aromaticky sladkokyselá. Semena, nezralé plody a všechny vegetativní části obsahují alkaloidy a jsou jedovaté. Šťáva z rostliny vyvolává podráždění kůže a záněty očí. V medicíně se extrakty používají proti průjmu a úplavici. Pochází z Karibiku a je hojně pěstována ve Střední i Jižní Americe mimo oblasti nížinných deštných lesů, kde se jí nedaří.

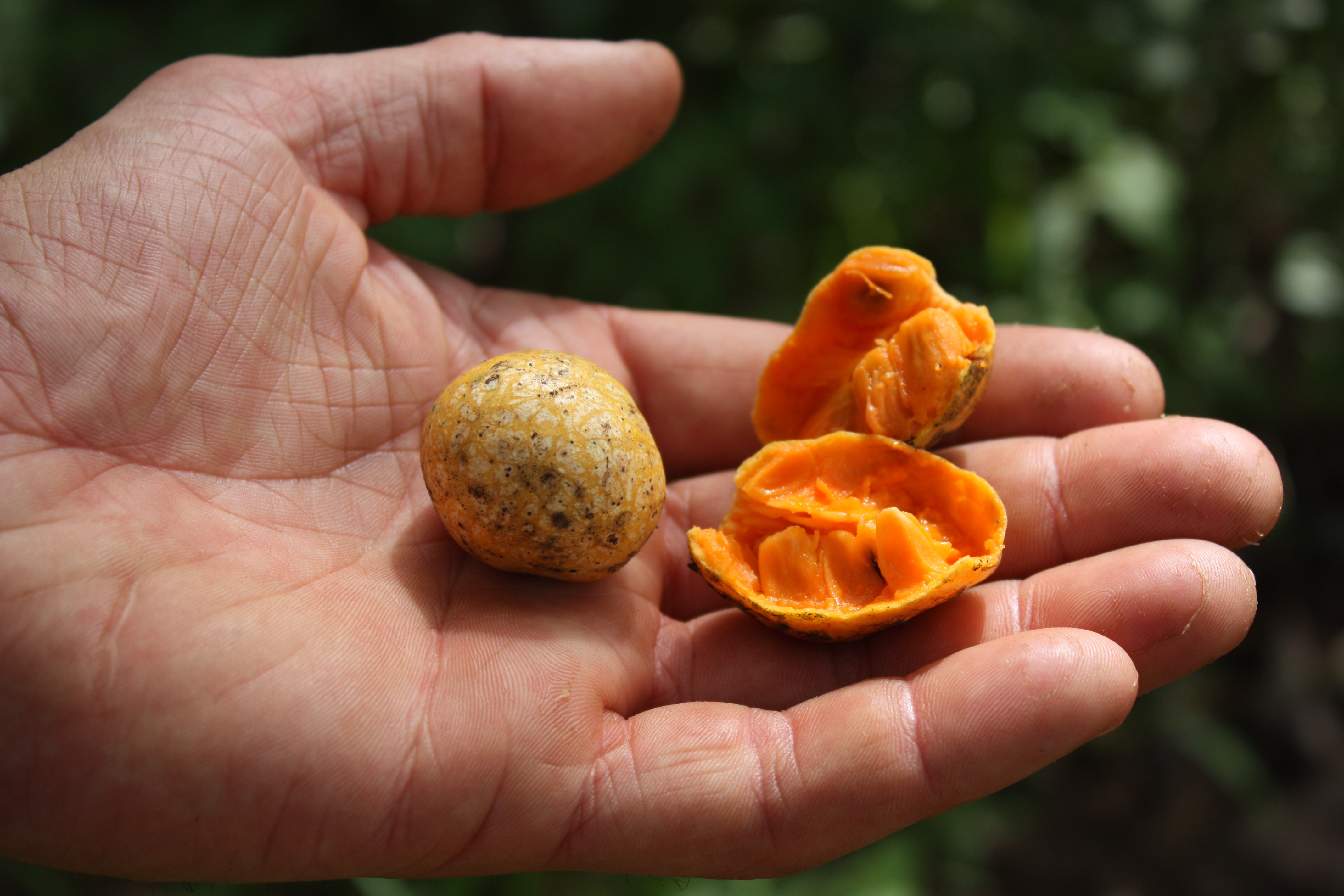
Annona senegalensis

- Annona senegalensis – africký zástupce rozšířený od Senegalu do Jižní Afriky, drobné plody jsou tradiční potravinou.

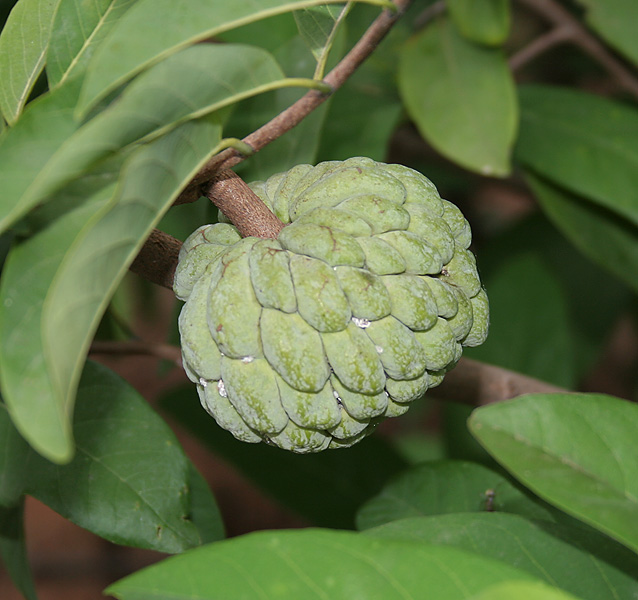
Annona squamosa

- Annona squamosa – anona šupinatá – plody jsou pokryty hrubými vyklenutými šupinami, jsou kulovité a až 10 cm dlouhé. Zralá dužnina je smetanově bílá, šťavnatě kašovitá s jemnou, sladce aromatickou chutí. Je považována za jeden z nejchutnějších tropických plodů. Semena jsou jedovatá a šťáva z nich může způsobit slepotu, dostane-li se do očí. Nezralé plody, listy a kůra se používají k léčbě průjmu a úplavice. Obklady z listů se léčí epilepsie, kožní zranění a boláky. Pochází z tropické Ameriky a je hojně pěstována v tropech celého světa i v teplých oblastech subtropů (např. na Floridě a v jižní Číně).